# Trușivți, Ciîhîrîn
Trușivți (în ucraineană Трушівці) este o comună în raionul Ciîhîrîn, regiunea Cerkasî, Ucraina, formată numai din satul de reședință.

## Demografie
Componența lingvistică a comunei Trușivți
     Ucraineană (98,07%)
     Rusă (1,86%)
     Alte limbi (0,07%)
Conform recensământului din 2001, majoritatea populației comunei Trușivți era vorbitoare de ucraineană (98,07%), existând în minoritate și vorbitori de rusă (1,86%).